# 二林街
二林街，為1920年~1945年間存在之行政區，轄屬台中州北斗郡。今彰化縣二林鎮。

## 街原名
原屬
- 二林下堡之二林、中西庄、火燒厝庄、竹圍仔庄、外蘆竹塘庄、犂頭厝庄、後厝庄、山藔庄、萬合庄、舊趙甲庄、大排沙庄
- 二林上堡之萬興、挖仔庄、塗仔崙庄
- 深耕堡之𥕟磘、丈八斗庄[1]

## 行政區劃
二林街轄域內分為二林、中西、火燒厝、竹圍子、外蘆竹塘、犁頭厝、後厝、山寮、萬合、舊趙甲、大排沙、萬興、挖子、塗子崙、𥕟磘、丈八斗十六個大字。
1920年~1937年間為二林庄，1937年升格為二林街
塗子崙大字下有「塗子崙」、「外崙子脚」、「詹子厝」小字名，萬興大字下有「萬興」、「柳子溝」小字名

## 行政區與大字對照
二林鎮現有二十七里，各里與日治時期大字對照如下：
- 二林街大字與現今里名對照表：

| 大字名 | 現今里名               | 大字名   | 現今里名   | 大字名 | 現今里名                           |
| ------ | ---------------------- | -------- | ---------- | ------ | ---------------------------------- |
| 二林   | 東和、南光、北平、西平 | 中西     | 中西       | 火燒厝 | 廣興                               |
| 竹圍子 | 香田                   | 外蘆竹塘 | 外竹       | 丈八斗 | 原斗、西斗                         |
| 犁頭厝 | 東興、興華             | 後厝     | 後厝       | 山寮   | 豐田                               |
| 舊趙甲 | 趙甲、頂厝             | 𥕟磘     | 東華、復豐 | 萬興   | 萬興、永興、振興、西庄(柳子溝小名) |
| 萬合   | 萬合                   | 挖子     | 華崙       | 塗子崙 | 梅芳                               |
| 大排沙 | 東勢、大永             |          |            |        |                                    |